# Bioästhetik
Die Bioästhetik (zusammengesetzt aus altgriech. βίος bíos für „Leben“ und αἴσθησις aísthēsis für „Ästhetik“ bzw. „Wahrnehmung“, „Empfindung“) beschäftigt sich mit der Übertragung von optischen Phänomenen aus der Natur auf das Design von Produkten. Während es bei der Bionik hauptsächlich darum geht, technische Aspekte in der Natur zu untersuchen, widmet sich die Bioästhetik den ästhetischen Fragen.

## Bioästhetik als Designtechnik

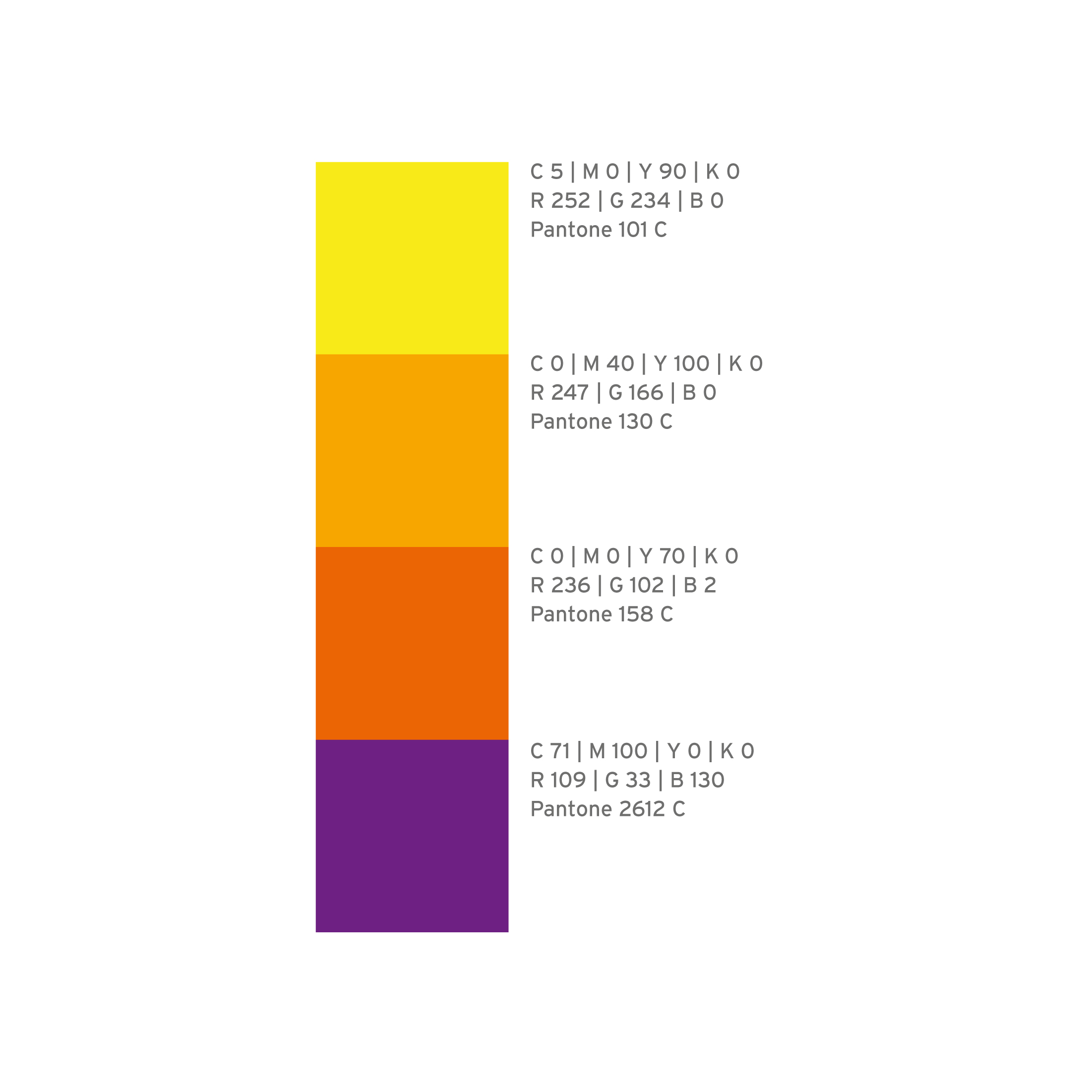
Der Farbklang ist vom Vorbild eines Seesterns inspiriert.

Als Design- und Kreativitätstechnik wurde die Bioästhetik erstmals 2014 vom Produktdesigner Arman Emami erwähnt. Sie erforscht die Schönheit natürlicher Organismen, ihre Gesetzmäßigkeiten und Harmonien, um gewonnene Erkenntnisse für Produkte nutzbar zu machen. Hierbei finden sich in der Natur eine Fülle von Vorbildern und oft verblüffende Inspirationsquellen für die Produktgestaltung: von der seidenmatten Oberfläche eines Insektenflügels bis zur Form eines Blütenblattes. Kurvenverläufe, Proportionen, Oberflächencharakter, aber auch Struktur, Farbkombination oder die Komposition und Relation der einzelnen Bestandteile eines natürlichen Organismus können der Bioästhetik als Designvorlage dienen. Das Ergebnis ist häufig mehr als reine Ästhetik. Da das Prinzip „Form follows function“ auch in der Natur gilt, ergeben sich nicht selten Schnittmengen zwischen Bionik und Bioästhetik. So wirken beispielsweise harmonische Proportionen nicht nur angenehm, sondern funktionieren auch besser (Strömungswiderstand, Ergonomie etc.).

## Anwendungsbeispiele
Ein einfaches Beispiel für die Anwendung der Bioästhetik sind die harmonischen Formen vieler Fischarten, die mit einem besonders geringen Widerstand durch das Wasser gleiten. Daher dienen Fische vielfach als Vorbild zur Gestaltung von U-Booten und Schiffen. Darüber hinaus kann bioästhetisches Design mit den Assoziationen spielen, die wir mit bestimmten Farben, optischen und haptischen Eindrücken oder Formen aus der Natur in Verbindung setzen. So diente der Körper eines Hais als Vorlage für die Sportwagenstudie Corvette Mako Shark. Die Kraft, Geschwindigkeit und Wendigkeit, die der Betrachter mit einem Hai verbindet, wurde qua Design auf das Auto übertragen.